# Plan Stevenson
Le Plan Stevenson, du nom du haut fonctionnaire britannique qui le mit en place entre 1922 et 1928, sir James Stevenson (1873–1926), visait à restreindre l'offre de caoutchouc naturel, afin de faire remonter son prix sur le marché mondial. Il a échoué parce que le Royaume-Uni, même s'il contrôlait une grande partie de l'offre mondiale, ne put contrôler l'ensemble de la production.

## Histoire
La Première Guerre mondiale ayant réduit la demande, un krach des cours du latex se produisit en 1921, quand arrivèrent sur le marché les productions de nombreuses régions. Au cours de la guerre, la production mondiale avait doublé pour atteindre 221 000 tonnes en 1918, de nombreux hévéas plantés dans les années 1910 étant arrivés à maturité.
Les cours passèrent en une année de un shilling et onze cents à seulement dix cents en 1921, soit onze fois moins. L'association des producteurs de caoutchouc saisit alors le gouvernement. L'Angleterre contrôlant alors les trois-quarts de l'offre mondiale, grâce à ses plantations de Malaisie, le Plan Stevenson fut orchestré dans toutes les colonies anglaises, pour réduire l’offre et fit l'objet d'une loi votée par le parlement de Londres. 
Sa mise en place fut confiée à James Stevenson (1873–1926), un ex-directeur général du distillateur Johnnie Walker, devenu haut fonctionnaire chargé de l'approvisionnement en munitions, puis en 1921 conseiller de Winston Churchill, le ministre des colonies et futur premier ministre. Les producteurs de l'Indonésie, alors sous contrôle hollandais, refusèrent de s'y joindre et profitèrent de l'occasion pour augmenter leur part du marché mondial, même si l'hévéa est un arbre à « cycle lent », car il met sept ans à parvenir à maturité.
Les prix flambèrent dès 1925 : +180 % sur l'année. Le pourcentage exportable fut alors porté en 1926 à 100 %, en vertu du dispositif retenu en 1922, après bien des hésitations et débats, qui prévoyait une modulation des restrictions en fonction du niveau des cours, en établissant une échelle mobile de l'exportation du caoutchouc d'après les variations des prix. Alors que le krach de 1921 avait fait chuter brutalement le cours mondial à dix cents, il repassa au-dessus du shilling, soit une multiplication par dix en sept ans. Mais dès 1928, après l'abolition du plan, les cours mondiaux retombèrent, chute qui s'aggrava après le krach de 1929.
L'industrie américaine de l'automobile, en pleine phase de croissance, fut menacée par ce plan, violemment combattu par Elmer Keiser Bolton, le président de Firestone, et par Herbert Hoover, secrétaire d'État au commerce américain et futur président. Le patron du groupe chimique DuPont s'engagea alors à investir plus dans la recherche sur le caoutchouc synthétique. Dans les années 1930, les constructeurs américains Firestone au Liberia et Ford au Brésil, choisirent le développement de leurs propres plantations, pour sécuriser leurs approvisionnements.